# De snorrende snor
De snorrende snor is het veertigste stripverhaal uit de reeks van Suske en Wiske. Het is geschreven door Willy Vandersteen en gepubliceerd in De Standaard en Het Nieuwsblad van 8 september 1956 tot en met 17 januari 1957.
De eerste albumuitgave was in 1957, destijds in de Vlaamse ongekleurde reeks met nummer 29. In 1969 verscheen het verhaal in de Vierkleurenreeks met albumnummer 93. De geheel oorspronkelijke versie verscheen in 2017 opnieuw in Suske en Wiske Klassiek.

## Personages
- Suske, Wiske met Schanulleke, tante Sidonia, Lambik, Jerom, de Snor (vader van Sidonia), Gaby Snoek,[1] (dinges), agent 17, commissaris, Kiko en dorpelingen, hoofdman Ag-Ben-Fuut en zijn bende, het leger van de Verbonden Naties,[2] professor Barabas.

## Uitvindingen
- De gyronef

## Het verhaal
Tante Sidonia ziet een geheimzinnige figuur rond haar huis sluipen. Ze vraagt Jerom en Lambik langs te komen. Wiske maakt een foto van de geheimzinnige man. Tante schrikt als ze de foto ziet; het is haar eigen vader, "de Snor", die ze niet meer heeft gezien nadat hij is vertrokken uit het tehuis voor oude lieden. Het tehuis wordt nu verbouwd en Wiskes grootvader moest dus ergens anders heen. Hij durfde het echter niet aan om gewoon bij zijn dochter Sidonia aan te bellen. Hij mag voorlopig blijven logeren.
De Snor plaatst een windwijzer in de tuin. Tijdens een wandeling ziet hij ineens een "Dinges", dat lijkt te komen uit een ander planetenstelsel. Niemand gelooft de Snor, maar Lambik ontmoet de Dinges enige tijd later. Het blijkt een robot te zijn met een rond hoofd en twee hele lange armen. De Dinges bezoekt het huis van Sidonia en is in het begin heel vriendelijk. Hij overlaadt iedereen met geschenken, de Snor krijgt bijvoorbeeld een bromstoel.
De Snor wordt opgepakt door de politie, die later in opdracht van het Ministerie van Landsverdediging op zoek gaat naar de Dinges. In het park ontmoeten Suske, Wiske en de Snor Gaby Snoek. Met haar kinderwagen ontkomen ze aan agent 17.
De Dinges ziet hoe dom de mensen zijn nu hij de boze bedoelingen van agent 17 ziet die hen nog altijd volgt.  Suske en Wiske komen bij Lambik logeren en zien ’s nachts dat Jerom en Lambik de Dinges in de kelder hebben en eraan sleutelen. Hij wordt nu kwaadaardig en wil de mensheid vernietigen. Jerom en Lambik worden vervolgens met slaapgas bedwelmd door een zonderlinge figuur en door de robot meegenomen in een raket. De Snor volgt met de bromstoel en Suske, Wiske en tante Sidonia volgen met de gyronef. De Snor doet een ontdekking en vertelt de vrienden dat de Dingesen naar Afrika vliegen om daar een basis op te richten. Van daaruit willen ze de aarde veroveren. De vrienden worden overvallen in een Afrikaans dorpje en de bevolking wordt meegevoerd over de Rode Zee en wordt als slaven verkocht aan een Sjeik. De Snor vermomt zich als sjeik Ali-Ben-Zine en gaat naar hoofdman Ag-Ben-Fuut en de vrienden bevrijden de dorpelingen.
De vrienden worden door de Dinges in slaap gebracht en naar de basis in de woestijn gebracht, een koepelvormig gebouw met diverse knoppen aan de buitenkant.  De Snor volgt, maar ook het leger van de Verbonden Naties (leger van verschillende landen) is op zoek naar de basis. De vrienden verslaan de robots en hun leider − het zijn allemaal dezelfde soort Dingesen −, maar Lambik en Jerom blijken nu aan de kant van de robots te staan. Ze overmeesteren de vrienden en herstellen de apparatuur. De aanval begint, maar door een magnetisch veld staat het internationale leger machteloos en wordt de basis gered. De geheimzinnige leider klimt uit de basis en spreekt het leger toe; hij zegt dat hij van de planeet Fiksion komt en dat de mensen elkaar moeten beminnen. De robots vormen hierbij de boodschap "BEMINT ELKANDER" in de lucht met metalen letters die worden verlicht door de spots van het leger. En dan neemt de leider zijn kap af, en blijkt het  professor Barabas te zijn, die de mensheid wilde samenbrengen door de angst voor een gemeenschappelijke vijand. Daarom had hij een heel leger Dingesen in elkaar gezet. Lambik en Jerom moesten de professor helpen nadat ze ontdekt hadden dat hij de leider van de robots was. Ze biechten ook op dat ze de Dinges die bij tante Sidonia te gast  was hadden gesaboteerd zodat deze kwaadaardig werd, uit jaloezie op de Snor die alle aandacht kreeg. De professor heeft de wereld een les geleerd en wint de Nobelprijs voor de Goede Bedoelingen.

## Achtergronden bij het verhaal
- Het verhaal verwijst in meerdere opzichten naar de actualiteit van dat moment, met name de Koude Oorlog die volop aan de gang was en de Koreaanse Oorlog die toen kort geleden had plaatsgevonden. Vreemde, ogenschijnlijk buitenaardse wezens als "scheidsrechter" in de conflicten op Aarde komen ook voor in bijvoorbeeld De windmakers, een verhaal dat drie jaar later in de serie uitkwam.
- Gaby Snoek, die met haar kinderwagen voorbij komt, is een personage uit een andere stripreeks van Vandersteen, De familie Snoek.
- In strook 87 van de oorspronkelijke zwart-witversie van het album De snor van Kiekeboe (1984) in de stripreeks De Kiekeboes door Merho was ook De Snor te zien. In de kleurenversie van dit verhaal is hij verwijderd.
- Opa Snor keerde pas veel later in de Suske en Wiske-hoofdreeks nog eens terug, in De ongelooflijke Thomas (2001) en vervolgens opnieuw in De curieuze neuzen (2007), De tijdbobijn (2009), en Team Krimson (2020). In het laatstgenoemde album keert ook de bromstoel terug die hij van de Dinges kreeg in dit album. Deze verhalen zijn niet meer van de hand van Vandersteen, noch van zijn eerste opvolger, Paul Geerts.
- Vandersteen had de dreiging van een buitenaardse aanval die aan het einde van het verhaal een farce blijkt al eerder gebruikt in De gezanten van Mars.
- Ook in de tekenfilmserie gemaakt door Atelier5 verscheen dit verhaal, alhoewel het op enkele punten iets aangepast is.
- De robot komt nog eens terug in De irritante imitator (2016).
- Het “Dinges”-motief is opnieuw gebruikt door Paul Geerts in Het dreigende dinges (1984).